# Rondoniaorpheusmierkruiper
De rondoniaorpheusmierkruiper (Hypocnemis ochrogyna) is een zangvogel uit de familie Thamnophilidae (miervogels).

## Verspreiding en leefgebied
Deze soort komt voor in noordoostelijk Bolivia en zuidelijk-centraal Brazilië (Rondonia en Mato Grosso).

## Status
De grootte van de populatie wordt geschat op 0,5-1,0 miljoen volwassen vogels. Aangenomen wordt dat dit aantal snel afneemt door ontbossing. Op de Rode lijst van de IUCN heeft deze soort daarom de status kwetsbaar.